# Колокольников, Василий Яковлевич
Василий Яковлевич Колокольников (1758, с. Пыскор, Казанская губерния — 1792, Петербург) — русский переводчик, поэт, писатель.

## Биография
Родился в семье приходского священника. В 1768 году поступил в Вятскую духовную семинарию, по окончании курса оставлен там же преподавателем риторики и латинской грамматики. В 1781 г. поступил на естественный факультет Московского университета, через полгода перешёл на медицинский факультет. В эти годы подружился с Максимом Невзоровым, вошёл в круг московских розенкрейцеров. В 1784 г. вступил в масонскую ложу университета, руководимую Страховым. Был принят на пансион «Дружеского общества». В 1788 г. окончил университет; в этом же году получил степень шотландского мастера в масонской ложе.
С 1788 году вместе с М. Невзоровым учился химии, медицине и естественным наукам за границей, чтобы стать затем лаборантом для практических розенкрейцерских работ; получил степень доктора медицины в Лейденском университете.
К концу 1791 году появились слухи об участии В. Колокольникова и М. Невзорова в заседаниях Якобинского клуба. Из их писем, перлюстрированных И. Б. Пестелем, а также из допросов И. В. Лопухина по делу Н. И. Новикова стало известно об их принадлежности к тайным организациям. При возвращении в Россию 15 февраля 1792 г. в Риге В. Колокольников и М. Невзоров были арестованы как агенты мартинистов; были доставлены в Петербург в Александро-Невскую лавру, а затем заключены в Алексеевский равелин Петропавловской крепости; допрашивались С. И. Шешковским. В судьбе их принял участие И. И. Шувалов, однако их поместили в сумасшедший дом при Обуховской больнице, где В. Колокольников вскоре умер.

## Литературная деятельность
Будучи в Вятской духовной семинарии, сочинял стихи (не сохранились).
В 1785 г. выполнил перевод историко-философского трактата И.-Я. Брукера, использовавшегося в качестве учебного пособия. Эта работа свидетельствует об усердии переводчика, однако вследствие внесения переводчиком собственных рассуждений, отмеченных духом религиозной нетерпимости, результат оказался неудовлетворительным. В 1788 г. Н. И. Новиков издал другой перевод, сделанный профессором М. Г. Гавриловым.

### Избранные труды
- Брукер И. Я. Сокращённая история философии от начала мира до нынешних времён / Пер. с фр. В. Колокольникова. — М.: вольная тип. И. Лопухина, 1785. — 442 с.[3]
- Колокольников В. Я. Ода на тезоименитство преосвященнейшего Лаврентия, епископа Вятского и Велико пермского. — 1777. (не сохранилась).